# Sthenarosaurus dawkinsi
Lo stenarosauro (Sthenarosaurus dawkinsi) è un rettile marino appartenente ai plesiosauri. Visse nel Giurassico inferiore (Toarciano, circa 182 milioni di anni fa) e i suoi resti fossili sono stati ritrovati in Europa (Inghilterra).

## Descrizione
Questo rettile marino è conosciuto solo per uno scheletro incompleto, sprovvisto di cranio. Una ricostruzione precisa non è possibile, ma si suppone che Sthenarosaurus (il cui nome significa "lucertola forte") fosse un piccolo plesiosauro lungo circa 3 metri. I coracoidi erano corti e spessi, mentre la pelvi era larga e robusta. Le vertebre dorsali possedevano centri vertebrali corti, ma molto larghi e alti, con spine neurali spesse. Le vertebre del collo conservatesi sono 18, e variano molto in dimensioni: la più grande è quasi il doppio della più piccola; ciò suggerisce che, se l'intero collo fosse stato costituito anche solo da poche vertebre in più di quelle conservate, l'animale avrebbe avuto uno strano aspetto, dovuto a un notevole assottigliamento del collo nella zona della testa. Come tutti i plesiosauri, Sthenarosaurus era dotato di quattro zampe trasformatesi in strutture simili a pinne.

## Classificazione
Descritto per la prima volta nel 1909, questo plesiosauro è stato avvicinato ad altri generi del Giurassico inferiore come Archaeonectrus, sulla base di analogie nella forma delle scapole, dei coracoidi e delle vertebre cervicali. Rispetto ad Archaeonectrus, però, le vertebre del collo di Sthenarosaurus erano più lunghe. È possibile che questo animale rappresentasse una categoria distinta di plesiosauri.